# 7416 Linnankoski
7416 Linnankoski este un asteroid din centura principală de asteroizi.

## Descriere
7416 Linnankoski este un asteroid din centura principală de asteroizi. A fost descoperit pe 16 noiembrie 1990 la Observatorul La Silla de Eric Walter Elst. El prezintă o orbită caracterizată de o semiaxă mare de 2,36 ua, o excentricitate de 0,14 și o înclinație de 4,4° în raport cu ecliptica.